# Marcus Garvey
Marcus Mosiah Garvey (17. srpna 1887 v Saint Ann’s Bay – 10. června 1940 v Londýně) byl jamajský novinář a podnikatel, předchůdce panafrického hnutí.
Vydával časopis The Negro World, v němž hlásal černošskou jednotu a vyzýval potomky černošských otroků žijící v zámoří, aby se vraceli zpět do Afriky, neboť jen tam mohou podle něj žít černoši svobodně a bez diskriminace. Jím podnícené hnutí "Back to Africa" vedlo následně opravdu k návratu mnoha Afroameričanů do černé Afriky, zejména do Libérie. Rastafariánské hnutí považuje Garveyho za jednoho z proroků.

## Vyznamenání
- Řád národního hrdiny – Jamajka, 1969[3]